# Doral Pilling
Doral Pilling (Doral William Pilling; * 14. Januar 1906 in Cardston, Alberta; † 24. Dezember 1982) war ein kanadischer Speerwerfer.
Bei den Olympischen Spielen 1928 in Amsterdam schied er in der Qualifikation aus.
1930 gewann er bei den British Empire Games in Hamilton Silber.
Von 1927 bis 1930 wurde er viermal in Folge Kanadischer Meister. 1927 wurde er für die Utah State University startend NCAA-Meister. Seine persönliche Bestleistung von 64,74 m stellte er am 20. August 1928 in Edinburgh auf.